# تپه رستم خانی (ک - ۸۸)
تپه رستم خانی (ک - ۸۸) مربوط به دوران پیش از تاریخ ایران باستان تا دوران‌های تاریخی پس از اسلام است و در شهرستان کنگاور، روستای رحمت آباد واقع شده و این اثر در تاریخ ۲۴ فروردین ۱۳۸۲ با شمارهٔ ثبت ۸۱۲۸ به‌عنوان یکی از آثار ملی ایران به ثبت رسیده است.